# Campeonato Asiático de Voleibol Masculino Sub-21 de 2016
O Campeonato Asiático de Voleibol Masculino Sub-21 de 2016 foi uma competição organizada pela Confederação Asiática de Voleibol que reuniu seleções de voleibol da Ásia e da Oceania desta categoria, sediadda em Kaohsiung, cujas partidas foram disputadas no Taiwan Kaohsiung Arena e no Taiwan Fengshan Gymnasium no período de 9 a 17 de julho e a representação campeã foi a Seleção Chinesa que juntamente com a Seleção Iraniana garantiram vaga na edição do  Mundial Sub-21 de 2017.

## Participantes
| Grupo A                   | Grupo B             | Grupo C       | Grupo D           |
| ------------------------- | ------------------- | ------------- | ----------------- |
| Taipé Chinesa (País-sede) | Irão (1)            | China (2)     | Coreia do Sul (3) |
| Tailândia (8)             | Catar (7)           | Japão (5)     | Bahrein (4)       |
| Cazaquistão (10)          | Turquemenistão (13) | Paquistão (–) | Sri Lanka (11)    |
| Arábia Saudita (12)       | Hong Kong (17)      | Iraque (–)    | Austrália (–)     |

## Primeira fase
Classificação

## Grupo A
|     |                |     | Jogos | Jogos | Jogos | Resultados | Resultados | Resultados | Resultados | Resultados | Resultados | Sets | Sets | Sets  | Pontos | Pontos | Pontos |
| Pos | Equipe         | Pts | T     | V     | D     | 3–0        | 3–1        | 3–2        | 2–3        | 1–3        | 0–3        | V    | P    | R     | V      | P      | R      |
| --- | -------------- | --- | ----- | ----- | ----- | ---------- | ---------- | ---------- | ---------- | ---------- | ---------- | ---- | ---- | ----- | ------ | ------ | ------ |
| 1   | Tailândia      | 9   | 3     | 3     | 0     | 2          | 1          | 0          | 0          | 0          | 0          | 9    | 1    | 9,000 | 256    | 198    | 1.293  |
| 2   | Cazaquistão    | 5   | 3     | 2     | 1     | 0          | 1          | 1          | 0          | 0          | 1          | 6    | 6    | 1,000 | 250    | 276    | 0.906  |
| 3   | Taipé Chinês   | 3   | 3     | 1     | 2     | 0          | 1          | 0          | 0          | 2          | 0          | 5    | 7    | 0.714 | 364    | 324    | 1.123  |
| 4   | Arábia Saudita | 1   | 3     | 0     | 3     | 0          | 0          | 0          | 1          | 1          | 1          | 3    | 9    | 0.333 | 259    | 293    | 0.884  |

| Data   | Hora  |                | Placar |                | Set 1 | Set 2 | Set 3 | Set 4 | Set 5 | Total   | Relatório |
| ------ | ----- | -------------- | ------ | -------------- | ----- | ----- | ----- | ----- | ----- | ------- | --------- |
| 9 jul  | 15:00 | Tailândia      | 3–0    | Cazaquistão    | 25–20 | 25–15 | 25–15 |       |       | 75–50   | 75–50     |
| 9 jul  | 18:35 | Taipé Chinês   | 3–1    | Arábia Saudita | 25–17 | 25–20 | 21–25 | 25–18 |       | 96–80   | 96–80     |
| 10 jul | 17:35 | Arábia Saudita | 2–3    | Cazaquistão    | 25–20 | 23–25 | 20–25 | 25–22 | 15–17 | 108–109 | 108–109   |
| 10 jul | 20:35 | Taipé Chinês   | 1–3    | Tailândia      | 18–25 | 13–25 | 25–18 | 21–25 |       | 77–93   | 77–93     |
| 11 jul | 17:25 | Tailândia      | 3–0    | Arábia Saudita | 38–36 | 25–16 | 25–19 |       |       | 88–71   | 88–71     |
| 11 jul | 19:40 | Taipé Chinês   | 1–3    | Cazaquistão    | 23–25 | 25–16 | 22–25 | 23–25 |       | 93–91   | 93–91     |

## Grupo B
|     |                |     | Jogos | Jogos | Jogos | Resultados | Resultados | Resultados | Resultados | Resultados | Resultados | Sets | Sets | Sets  | Pontos | Pontos | Pontos |
| Pos | Equipe         | Pts | T     | V     | D     | 3–0        | 3–1        | 3–2        | 2–3        | 1–3        | 0–3        | V    | P    | R     | V      | P      | R      |
| --- | -------------- | --- | ----- | ----- | ----- | ---------- | ---------- | ---------- | ---------- | ---------- | ---------- | ---- | ---- | ----- | ------ | ------ | ------ |
| 1   | Irã            | 9   | 3     | 3     | 0     | 3          | 0          | 0          | 0          | 0          | 0          | 9    | 0    | MAX   | 225    | 139    | 1.619  |
| 2   | Turquemenistão | 8   | 4     | 3     | 1     | 1          | 1          | 1          | 0          | 0          | 1          | 9    | 6    | 1.500 | 222    | 229    | 0.969  |
| 3   | Hong Kong      | 3   | 3     | 1     | 2     | 1          | 0          | 0          | 0          | 1          | 1          | 4    | 6    | 0.667 | 206    | 234    | 0.880  |
| 4   | Catar          | 0   | 3     | 0     | 3     | 0          | 0          | 0          | 0          | 0          | 3          | 0    | 9    | 0,000 | 175    | 226    | 0.774  |

| Data   | Hora  |                | Placar |                | Set 1 | Set 2 | Set 3 | Set 4 | Set 5 | Total | Relatório |
| ------ | ----- | -------------- | ------ | -------------- | ----- | ----- | ----- | ----- | ----- | ----- | --------- |
| 9 jul  | 11:00 | Irã            | 3–0    | Turquemenistão | 25–12 | 25–22 | 25–18 |       |       | 75–52 | 75–52     |
| 10 jul | 13:00 | Hong Kong      | 1–3    | Turquemenistão | 25–20 | 18–25 | 19–25 | 23–25 |       | 85–95 | 85–95     |
| 10 jul | 15:45 | Catar          | 0–3    | Irã            | 16–25 | 15–25 | 11–25 |       |       | 42–75 | 42–75     |
| 11 jul | 13:00 | Hong Kong      | 0–3    | Irã            | 13–25 | 17–25 | 15–25 |       |       | 45–75 | 45–75     |
| 11 jul | 15:05 | Turquemenistão | 3–0    | Catar          | 25–23 | 25–23 | 25–23 |       |       | 75–69 | 75–69     |
| 12 jul | 13:30 | Catar          | 0–3    | Hong Kong      | 20–25 | 20–25 | 24–26 |       |       | 64–76 | 64–76     |

## Grupo C
|     |           |     | Jogos | Jogos | Jogos | Resultados | Resultados | Resultados | Resultados | Resultados | Resultados | Sets | Sets | Sets  | Pontos | Pontos | Pontos |
| Pos | Equipe    | Pts | T     | V     | D     | 3–0        | 3–1        | 3–2        | 2–3        | 1–3        | 0–3        | V    | P    | R     | V      | P      | R      |
| --- | --------- | --- | ----- | ----- | ----- | ---------- | ---------- | ---------- | ---------- | ---------- | ---------- | ---- | ---- | ----- | ------ | ------ | ------ |
| 1   | China     | 9   | 3     | 3     | 0     | 3          | 0          | 0          | 0          | 0          | 0          | 9    | 0    | MAX   | 226    | 161    | 1.404  |
| 2   | Japão     | 6   | 3     | 2     | 1     | 1          | 1          | 0          | 0          | 0          | 1          | 6    | 4    | 1.500 | 239    | 222    | 1.077  |
| 3   | Iraque    | 2   | 3     | 1     | 2     | 0          | 0          | 1          | 0          | 0          | 2          | 3    | 8    | 0.375 | 202    | 228    | 0.886  |
| 4   | Paquistão | 0   | 3     | 0     | 3     | 0          | 0          | 0          | 0          | 2          | 1          | 2    | 9    | 0.222 | 213    | 269    | 0.792  |

| Data   | Hora  |           | Placar |           | Set 1 | Set 2 | Set 3 | Set 4 | Set 5 | Total | Relatório |
| ------ | ----- | --------- | ------ | --------- | ----- | ----- | ----- | ----- | ----- | ----- | --------- |
| 9 jul  | 19:00 | China     | 3–0    | Iraque    | 25–18 | 25–14 | 25–15 |       |       | 75–47 | 75–47     |
| 10 jul | 17:00 | Japão     | 3–0    | Iraque    | 25–21 | 25–21 | 25–17 |       |       | 75–59 | 75–59     |
| 10 jul | 19:30 | China     | 3–0    | Paquistão | 25–19 | 25–11 | 25–18 |       |       | 75–48 | 75–48     |
| 11 jul | 17:00 | China     | 3–0    | Japão     | 25–20 | 26–24 | 25–22 |       |       | 76–66 | 76–66     |
| 11 jul | 19:05 | Paquistão | 1–3    | Iraque    | 21–25 | 25–21 | 14–25 | 18–25 |       | 78–96 | 78–96     |
| 12 jul | 11:00 | Paquistão | 1–3    | Japão     | 25–23 | 17–25 | 23–25 | 22–25 |       | 87–98 | 87–98     |

## Grupo D
|     |               |     | Jogos | Jogos | Jogos | Resultados | Resultados | Resultados | Resultados | Resultados | Resultados | Sets | Sets | Sets  | Pontos | Pontos | Pontos |
| Pos | Equipe        | Pts | T     | V     | D     | 3–0        | 3–1        | 3–2        | 2–3        | 1–3        | 0–3        | V    | P    | R     | V      | P      | R      |
| --- | ------------- | --- | ----- | ----- | ----- | ---------- | ---------- | ---------- | ---------- | ---------- | ---------- | ---- | ---- | ----- | ------ | ------ | ------ |
| 1   | Coreia do Sul | 9   | 3     | 3     | 0     | 2          | 1          | 0          | 0          | 0          | 0          | 9    | 1    | 9,000 | 248    | 198    | 1.253  |
| 2   | Sri Lanka     | 6   | 3     | 2     | 1     | 1          | 1          | 0          | 0          | 0          | 1          | 6    | 4    | 1.500 | 233    | 215    | 1.084  |
| 3   | Austrália     | 3   | 3     | 1     | 2     | 1          | 0          | 0          | 0          | 2          | 0          | 5    | 6    | 0.833 | 241    | 258    | 0.934  |
| 4   | Bahrein       | 0   | 5     | 0     | 5     | 0          | 0          | 0          | 0          | 2          | 3          | 2    | 15   | 0.133 | 175    | 226    | 0.774  |

| Data   | Hora  |               | Placar |               | Set 1 | Set 2 | Set 3 | Set 4 | Set 5 | Total | Relatório |
| ------ | ----- | ------------- | ------ | ------------- | ----- | ----- | ----- | ----- | ----- | ----- | --------- |
| 9 jul  | 13:00 | Coreia do Sul | 3–0    | Bahrein       | 25–17 | 25–23 | 25–16 |       |       | 75–56 | 75–56     |
| 9 jul  | 15:00 | Austrália     | 1–3    | Sri Lanka     | 25–23 | 23–25 | 19–25 | 16–25 |       | 83–98 | 83–98     |
| 10 jul | 13:00 | Bahrein       | 0–3    | Sri Lanka     | 18–25 | 19–25 | 20–25 |       |       | 57–75 | 57–75     |
| 10 jul | 15:00 | Coreia do Sul | 3–1    | Austrália     | 23–25 | 25–14 | 25–23 | 25–20 |       | 98–82 | 98–82     |
| 11 jul | 13:00 | Austrália     | 3–0    | Bahrein       | 26–24 | 25–17 | 25–21 |       |       | 76–62 | 76–62     |
| 11 jul | 15:00 | Sri Lanka     | 0–3    | Coreia do Sul | 20–25 | 20–25 | 20–25 |       |       | 60–75 | 60–75     |

## Segunda fase
Classificação

## Grupo E
|     |                |     | Jogos | Jogos | Jogos | Resultados | Resultados | Resultados | Resultados | Resultados | Resultados | Sets | Sets | Sets  | Pontos | Pontos | Pontos |
| Pos | Equipe         | Pts | T     | V     | D     | 3–0        | 3–1        | 3–2        | 2–3        | 1–3        | 0–3        | V    | P    | R     | V      | P      | R      |
| --- | -------------- | --- | ----- | ----- | ----- | ---------- | ---------- | ---------- | ---------- | ---------- | ---------- | ---- | ---- | ----- | ------ | ------ | ------ |
| 1   | China          | 9   | 3     | 3     | 0     | 3          | 0          | 0          | 0          | 0          | 0          | 9    | 0    | MAX   | 226    | 148    | 1.527  |
| 2   | Japão          | 5   | 3     | 2     | 1     | 1          | 0          | 1          | 0          | 0          | 1          | 6    | 5    | 1.200 | 249    | 231    | 1.078  |
| 3   | Tailândia      | 4   | 3     | 1     | 2     | 1          | 0          | 0          | 1          | 0          | 1          | 5    | 6    | 0.833 | 223    | 233    | 0.957  |
| 4   | Arábia Saudita | 0   | 3     | 0     | 3     | 0          | 0          | 0          | 0          | 0          | 3          | 0    | 9    | 0,000 | 139    | 225    | 0.618  |

| Data   | Hora  |             | Placar |             | Set 1 | Set 2 | Set 3 | Set 4 | Set 5 | Total   | Relatório |
| ------ | ----- | ----------- | ------ | ----------- | ----- | ----- | ----- | ----- | ----- | ------- | --------- |
| 13 jul | 15:00 | China       | 3–0    | Cazaquistão | 25–12 | 25–9  | 25–14 |       |       | 75–35   | 75–35     |
| 13 jul | 17:15 | Tailândia   | 2–3    | Japão       | 19–25 | 25–21 | 25–22 | 20–25 | 12–15 | 101–108 | 101–108   |
| 14 jul | 15:00 | Cazaquistão | 0–3    | Japão       | 15–25 | 17–25 | 22–25 |       |       | 54–75   | 54–75     |
| 14 jul | 17:05 | Tailândia   | 0–3    | China       | 18–25 | 18–25 | 11–25 |       |       | 47–75   | 47–75     |

## Grupo F
|     |                |     | Jogos | Jogos | Jogos | Resultados | Resultados | Resultados | Resultados | Resultados | Resultados | Sets | Sets | Sets  | Pontos | Pontos | Pontos |
| Pos | Equipe         | Pts | T     | V     | D     | 3–0        | 3–1        | 3–2        | 2–3        | 1–3        | 0–3        | V    | P    | R     | V      | P      | R      |
| --- | -------------- | --- | ----- | ----- | ----- | ---------- | ---------- | ---------- | ---------- | ---------- | ---------- | ---- | ---- | ----- | ------ | ------ | ------ |
| 1   | Irã            | 9   | 3     | 3     | 0     | 3          | 0          | 0          | 0          | 0          | 0          | 9    | 0    | MAX   | 225    | 153    | 1.471  |
| 2   | Coreia do Sul  | 6   | 3     | 2     | 1     | 2          | 0          | 0          | 0          | 0          | 1          | 6    | 3    | 2,000 | 205    | 189    | 1.085  |
| 3   | Turquemenistão | 2   | 3     | 1     | 2     | 0          | 0          | 1          | 0          | 0          | 2          | 3    | 8    | 0.375 | 215    | 258    | 0.833  |
| 4   | Sri Lanka      | 1   | 3     | 0     | 3     | 0          | 0          | 0          | 1          | 0          | 2          | 2    | 9    | 0.222 | 214    | 259    | 0.826  |

| Data   | Hora  |                | Placar |                | Set 1 | Set 2 | Set 3 | Set 4 | Set 5 | Total   | Relatório |
| ------ | ----- | -------------- | ------ | -------------- | ----- | ----- | ----- | ----- | ----- | ------- | --------- |
| 13 jul | 12:35 | Irã            | 3–0    | Sri Lanka      | 25–18 | 25–14 | 25–14 |       |       | 75–46   | 75–46     |
| 13 jul | 13:00 | Coreia do Sul  | 3–0    | Turquemenistão | 25–18 | 25–18 | 25–18 |       |       | 75–54   | 75–54     |
| 14 jul | 12:35 | Irã            | 3–0    | Coreia do Sul  | 25–19 | 25–16 | 25–20 |       |       | 75–55   | 75–55     |
| 14 jul | 13:00 | Turquemenistão | 3–2    | Sri Lanka      | 25–23 | 21–25 | 23–25 | 25–23 | 15–12 | 109–108 | 109–108   |

## Grupo G
|     |                |     | Jogos | Jogos | Jogos | Resultados | Resultados | Resultados | Resultados | Resultados | Resultados | Sets | Sets | Sets  | Pontos | Pontos | Pontos |
| Pos | Equipe         | Pts | T     | V     | D     | 3–0        | 3–1        | 3–2        | 2–3        | 1–3        | 0–3        | V    | P    | R     | V      | P      | R      |
| --- | -------------- | --- | ----- | ----- | ----- | ---------- | ---------- | ---------- | ---------- | ---------- | ---------- | ---- | ---- | ----- | ------ | ------ | ------ |
| 1   | Iraque         | 8   | 3     | 3     | 0     | 1          | 1          | 1          | 0          | 0          | 0          | 9    | 3    | 3,000 | 271    | 240    | 1.129  |
| 2   | Taipé Chinês   | 7   | 3     | 2     | 1     | 0          | 2          | 0          | 1          | 0          | 0          | 8    | 5    | 1.600 | 300    | 259    | 1.158  |
| 3   | Paquistão      | 3   | 3     | 1     | 2     | 1          | 0          | 0          | 0          | 2          | 0          | 5    | 6    | 0.833 | 232    | 254    | 0.913  |
| 4   | Arábia Saudita | 0   | 3     | 0     | 3     | 0          | 0          | 0          | 0          | 1          | 2          | 1    | 9    | 0.111 | 196    | 246    | 0.797  |

| Data   | Hora  |                | Placar |                | Set 1 | Set 2 | Set 3 | Set 4 | Set 5 | Total   | Relatório |
| ------ | ----- | -------------- | ------ | -------------- | ----- | ----- | ----- | ----- | ----- | ------- | --------- |
| 13 jul | 17:00 | Iraque         | 3–0    | Arábia Saudita | 25–17 | 25–18 | 25–22 |       |       | 75–57   | 75–57     |
| 13 jul | 20:00 | Taipé Chinês   | 3–1    | Paquistão      | 25–12 | 25–18 | 23–25 | 26–24 |       | 99–79   | 99–79     |
| 14 jul | 17:30 | Arábia Saudita | 0–3    | Paquistão      | 20–25 | 22–25 | 17–25 |       |       | 59–75   | 59–75     |
| 14 jul | 19:05 | Taipé Chinês   | 2–3    | Iraque         | 23–25 | 24–26 | 25–17 | 25–17 | 8–15  | 105–100 | 105–100   |

## Grupo H
|     |           |     | Jogos | Jogos | Jogos | Resultados | Resultados | Resultados | Resultados | Resultados | Resultados | Sets | Sets | Sets  | Pontos | Pontos | Pontos |
| Pos | Equipe    | Pts | T     | V     | D     | 3–0        | 3–1        | 3–2        | 2–3        | 1–3        | 0–3        | V    | P    | R     | V      | P      | R      |
| --- | --------- | --- | ----- | ----- | ----- | ---------- | ---------- | ---------- | ---------- | ---------- | ---------- | ---- | ---- | ----- | ------ | ------ | ------ |
| 1   | Austrália | 6   | 3     | 2     | 1     | 2          | 0          | 0          | 0          | 1          | 0          | 7    | 3    | 2.333 | 251    | 233    | 1.077  |
| 2   | Catar     | 6   | 3     | 2     | 1     | 1          | 1          | 0          | 0          | 0          | 1          | 6    | 4    | 1.500 | 243    | 238    | 1.021  |
| 3   | Hong Kong | 5   | 3     | 2     | 1     | 1          | 0          | 1          | 0          | 0          | 1          | 6    | 5    | 1.200 | 247    | 232    | 1.065  |
| 4   | Bahrein   | 1   | 3     | 0     | 3     | 0          | 0          | 0          | 1          | 0          | 2          | 2    | 9    | 0.222 | 217    | 255    | 0.851  |

| Data   | Hora  |           | Placar |           | Set 1 | Set 2 | Set 3 | Set 4 | Set 5 | Total  | Relatório |
| ------ | ----- | --------- | ------ | --------- | ----- | ----- | ----- | ----- | ----- | ------ | --------- |
| 13 jul | 14:35 | Austrália | 1–3    | Catar     | 23–25 | 27–25 | 21–25 | 27–29 |       | 98–104 | 98–104    |
| 13 jul | 19:00 | Hong Kong | 3–2    | Bahrein   | 25–16 | 17–25 | 22–25 | 25–12 | 15–13 | 104–91 | 104–91    |
| 14 jul | 14:35 | Catar     | 3–0    | Bahrein   | 25–22 | 25–22 | 25–20 |       |       | 75–64  | 75–64     |
| 14 jul | 19:25 | Hong Kong | 0–3    | Austrália | 19–25 | 23–25 | 25–27 |       |       | 67–77  | 67–77     |

## Fase final

### Disputa do 13º ao 16º lugares
| Data   | Hora  |            | Placar |                | Set 1 | Set 2 | Set 3 | Set 4 | Set 5 | Total  | Relatório |
| ------ | ----- | ---------- | ------ | -------------- | ----- | ----- | ----- | ----- | ----- | ------ | --------- |
| 15 jul | 17:00 | Paquistão  | 3–0    | Bahrein        | 25–14 | 26–24 | 27–25 |       |       | 78–63  | 78–63     |
| 15 jul | 19:00 | Hong Kong} | 2–3    | Arábia Saudita | 17–25 | 18–25 | 26–24 | 25–21 | 12–15 | 98–110 | 98–110    |

Décimo quinto lugar
| Data   | Hora  |         | Placar |           | Set 1 | Set 2 | Set 3 | Set 4 | Set 5 | Total  | Relatório |
| ------ | ----- | ------- | ------ | --------- | ----- | ----- | ----- | ----- | ----- | ------ | --------- |
| 16 jul | 13:00 | Bahrein | 3–2    | Hong Kong | 25–21 | 18–25 | 24–26 | 25–16 | 15–10 | 107–98 | 107–98    |

Décimo terceiro lugar
| Data   | Hora  |           | Placar |                | Set 1 | Set 2 | Set 3 | Set 4 | Set 5 | Total  | Relatório |
| ------ | ----- | --------- | ------ | -------------- | ----- | ----- | ----- | ----- | ----- | ------ | --------- |
| 16 jul | 15:00 | Paquistão | 3–1    | Arábia Saudita | 25–13 | 25–19 | 22–25 | 28–26 |       | 100–83 | 100–83    |

### Disputa do 9º ao 12º lugares
| Data   | Hora  |           | Placar |              | Set 1 | Set 2 | Set 3 | Set 4 | Set 5 | Total   | Relatório |
| ------ | ----- | --------- | ------ | ------------ | ----- | ----- | ----- | ----- | ----- | ------- | --------- |
| 15 jul | 17:00 | Iraque    | 2–3    | Catar        | 18–25 | 27–25 | 11–25 | 25–19 | 11–15 | 92–109  | 92–109    |
| 15 jul | 19:55 | Austrália | 3–2    | Taipé Chinês | 24–26 | 17–25 | 25–20 | 25–20 | 18–16 | 109–107 | 109–107   |

Décimo primeiro lugar
| Data   | Hora  |        | Placar |              | Set 1 | Set 2 | Set 3 | Set 4 | Set 5 | Total  | Relatório |
| ------ | ----- | ------ | ------ | ------------ | ----- | ----- | ----- | ----- | ----- | ------ | --------- |
| 16 jul | 17:00 | Iraque | 3–1    | Taipé Chinês | 25–21 | 24–26 | 25–18 | 28–26 |       | 102–91 | 102–91    |

Nono lugar
| Data   | Hora  |       | Placar |           | Set 1 | Set 2 | Set 3 | Set 4 | Set 5 | Total | Relatório |
| ------ | ----- | ----- | ------ | --------- | ----- | ----- | ----- | ----- | ----- | ----- | --------- |
| 16 jul | 19:00 | Catar | 1–3    | Austrália | 20–25 | 13–25 | 25–23 | 19–25 |       | 77–98 | 77–98     |

### Quartas-de-final
| Data   | Hora  |               | Placar |                | Set 1 | Set 2 | Set 3 | Set 4 | Set 5 | Total | Relatório |
| ------ | ----- | ------------- | ------ | -------------- | ----- | ----- | ----- | ----- | ----- | ----- | --------- |
| 15 jul | 12:35 | China         | 3–0    | Sri Lanka      | 25–16 | 25–17 | 25–10 |       |       | 75–43 | 75–43     |
| 15 jul | 13:00 | Irã           | 3–0    | Cazaquistão    | 25–18 | 25–13 | 25–9  |       |       | 75–40 | 75–40     |
| 15 jul | 14:35 | Coreia do Sul | 3–0    | Tailândia      | 25–21 | 25–20 | 25–22 |       |       | 75–63 | 75–63     |
| 15 jul | 15:00 | Japão         | 3–0    | Turquemenistão | 25–20 | 25–16 | 25–12 |       |       | 75–48 | 75–48     |

## Disputa do 5º ao 8º lugares
| Data   | Hora  |             | Placar |                | Set 1 | Set 2 | Set 3 | Set 4 | Set 5 | Total | Relatório |
| ------ | ----- | ----------- | ------ | -------------- | ----- | ----- | ----- | ----- | ----- | ----- | --------- |
| 16 jul | 12:30 | Cazaquistão | 1–3    | Turquemenistão | 25–22 | 20–25 | 19–25 | 23–25 |       | 87–97 | 87–97     |
| 16 jul | 14:30 | Sri Lanka   | 1–3    | Tailândia      | 20–25 | 20–25 | 25–19 | 21–25 |       | 86–94 | 86–94     |

## Semifinais
| Data   | Hora  |       | Placar |               | Set 1 | Set 2 | Set 3 | Set 4 | Set 5 | Total  | Relatório |
| ------ | ----- | ----- | ------ | ------------- | ----- | ----- | ----- | ----- | ----- | ------ | --------- |
| 16 Jul | 17:00 | Irã   | 3–1    | Japão         | 25–16 | 25–16 | 29–31 | 25–19 |       | 104–82 | 104–82    |
| 16 Jul | 19:00 | China | 3–0    | Coreia do Sul | 25–23 | 25–17 | 26–24 |       |       | 76–64  | 76–64     |

### Sétimo lugar
| Data   | Hora  |             | Placar |           | Set 1 | Set 2 | Set 3 | Set 4 | Set 5 | Total | Relatório |
| ------ | ----- | ----------- | ------ | --------- | ----- | ----- | ----- | ----- | ----- | ----- | --------- |
| 17 jul | 11:00 | Cazaquistão | 0–3    | Sri Lanka | 22–25 | 16–25 | 17–25 |       |       | 55–75 | 55–75     |

### Quinto lugar
| Data   | Hora  |                | Placar |           | Set 1 | Set 2 | Set 3 | Set 4 | Set 5 | Total | Relatório |
| ------ | ----- | -------------- | ------ | --------- | ----- | ----- | ----- | ----- | ----- | ----- | --------- |
| 17 Jul | 13:00 | Turquemenistão | 0–3    | Tailândia | 16–25 | 19–25 | 23–25 |       |       | 58–75 | 58–75     |

## Terceiro lugar
| Data   | Hora  |       | Placar |               | Set 1 | Set 2 | Set 3 | Set 4 | Set 5 | Total   | Relatório |
| ------ | ----- | ----- | ------ | ------------- | ----- | ----- | ----- | ----- | ----- | ------- | --------- |
| 17 jul | 15:30 | Japão | 2–3    | Coreia do Sul | 25–21 | 25–19 | 17–25 | 24–26 | 14–16 | 105–107 | 105–107   |

## Final
| Data   | Hora  |     | Placar |       | Set 1 | Set 2 | Set 3 | Set 4 | Set 5 | Total   | Relatório |
| ------ | ----- | --- | ------ | ----- | ----- | ----- | ----- | ----- | ----- | ------- | --------- |
| 17 jul | 17:30 | Irã | 2–3    | China | 25–27 | 25–21 | 29–31 | 25–18 | 13–15 | 117–112 | 117–112   |